# Tanapag

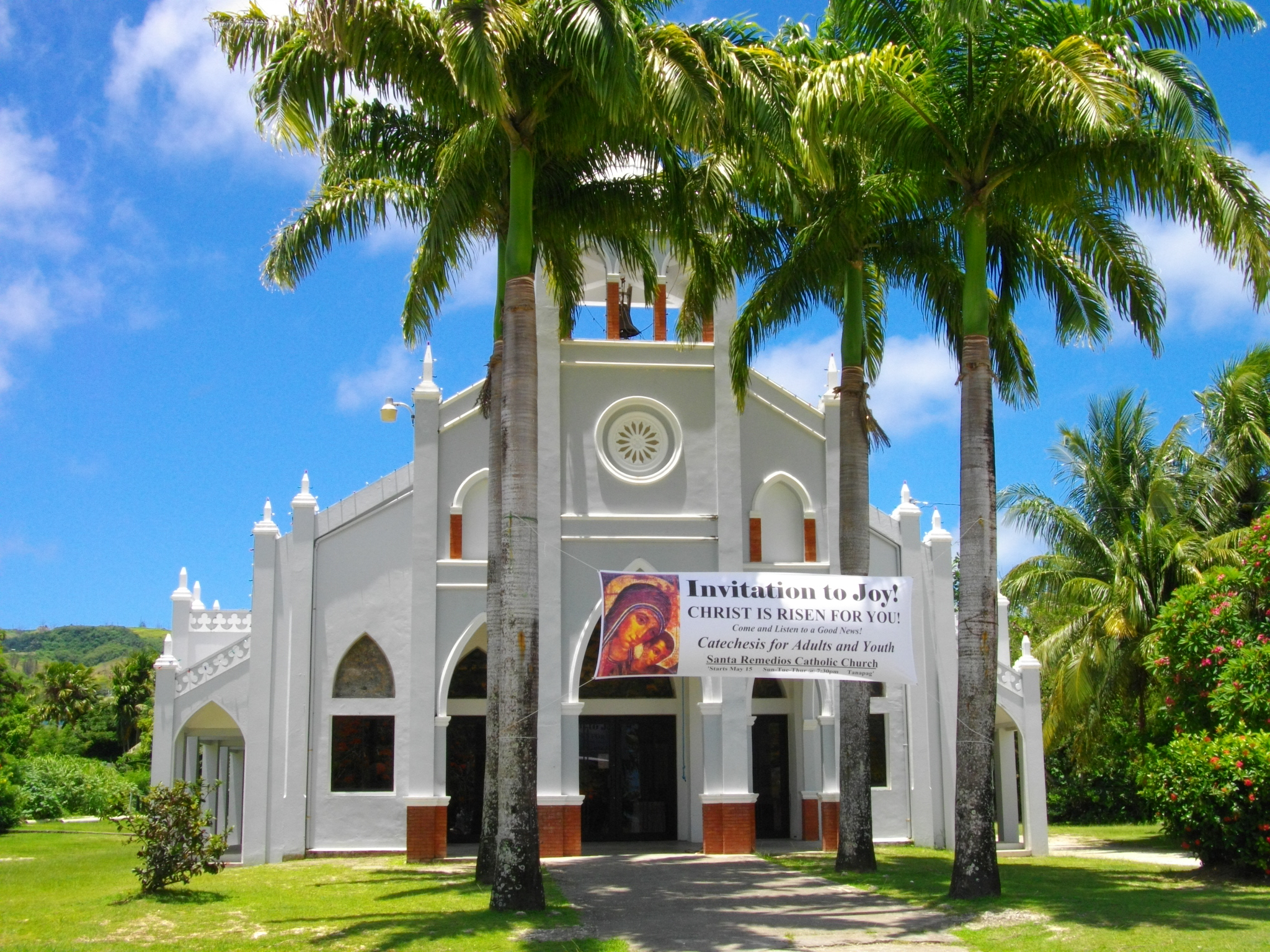
Igreja em Tanapag

Tanapag é uma aldeia piscatória no norte de Saipan. Fica localizada próxima a Praia de Tanapag, na costa noroeste, ao norte de Capital Hill, que é o centro de governo do grupo de ilhas. Está localizada na estrada Marpi (Rodovia 30), que percorre toda a costa Noroeste da ilha.
A área ao redor da Praia de Tanapag, foi palco de intensos combates durante a Batalha de Saipan, em 1944.
É considerada como uma das principais cidades das ilhas Marianas Setentrionais.